# Tadeusz Adamiec
Tadeusz Antoni Adamiec – dyrektor Instytutu Głuchoniemych w Warszawie.

## Życiorys
W 2016 roku został członkiem powołanego przez Ministerstwo Edukacji Narodowej Zespołu do spraw specjalnych potrzeb edukacyjnych, którego zadaniem było opracowanie propozycji zmian systemowych w zakresie kształcenia dzieci i młodzieży ze specjalnymi potrzebami edukacyjnymi. Dyrektor Instytutu Głuchoniemych w Warszawie. 

## Publikacje
- Głuchoniemi i świadectwo ich życia od starożytności do końca XVIII wieku – przegląd problematyki. W: M. Świdziński i T. Gałkowski(red.), Studia nad kompetencją językową i komunikacją niesłyszących. Warszawa 2003 s. 237‑263

## Nagrody i odznaczenia
- 2022: Krzyż Kawalerski Orderu Odrodzenia Polski[3][4]
- 2014: Nagroda Miasta Stołecznego Warszawy[5]
- 2008: Order Uśmiechu[6]
- Srebrny Krzyż Zasługi (2002)[7]